# Bolborhachium bainbridgei
Bolborhachium bainbridgei là một loài bọ cánh cứng trong họ Geotrupidae. Loài này được miêu tả khoa học năm 1848 bởi Westwood.